# 泉漳語
泉漳語（せんしょうご）は、狭義の閩南語のこと。泉漳片、泉漳話、漳泉話、閩台片、泉漳閩南語等の別称がある。閩語系のうちで最大にして最強の勢力を持つ方言区分（方言分片）で、福建省の閩南地区と台湾の一帯、及び東南アジアを始めとする海外の中国人コミュニティーで一定の影響力を有している。閩南語の閩台片は現代閩語の中でも使用人数が最も多く、使用範囲は最も広く、最大の影響力を持つ閩語であり、厦門語と台湾語が泉漳語の代表的な方言とされる。
狭義の閩南語とは閩南語の閩台片を指す。泉漳語の発祥地は中国福建省南部で、閩南本土以外で広範に使用されている地域は、台湾、シンガポール、マレーシア、フィリピンのように、閩南移民とその子孫が多数居住している地域である。
泉漳語（泉漳片）は中国福建省では閩南話と通称され、台湾では台語、台湾話、台湾閩南語等と呼称され、東南アジアでは福建語(Hokkien)等と呼ばれている。泉漳語は潮州語(Teochew)とは十分近い関係にある。これらの方言以外にも、福建省周辺には、同じシナ語派閩語支の多種多様な閩南語方言が存在する。

## 名称
泉漳閩語の名称に関しては、福建話、閩南話、台湾話、福佬話、鶴佬話、河洛話など、多数があり、一定していない。
- 河洛話：1955年、呉槐発表の「河洛語・閩南語の唐宋故事」の後に使用されている[5]。
  - 学佬話：海陸豊（広東省汕尾市）で使用されている。広東語・客家語の「hok-ló」（福佬）を音訳した言葉である。
  - 福佬話：広東・福建・客家の人々が使用している。
  - 鶴佬話：広府の人々が使用している。

- 台湾話、台語：これは、日本統治時代に日本政府が、台湾で最多の話者人口を持つ言語の定義として「台湾語」を用いたことに由来する。「早期台湾語」は、西洋・東洋（日本）・南洋の影響を受ける以前の台湾の言語、つまり、漳・泉・潮などの閩南話を指す[6]。実際には、日本語の出版物は「台湾語」の表記が普通であり、「台湾話」ではない。
- 咱人話（咱儂話）、咱厝話：泉州と漳州の人々が使用する名称[7]。

## 下位方言
福建省の閩南語泉漳片は、『福建省志』の分類によれば、4つの片（方言）に分類される。『中国語言地図集』は浙南閩語を泉州話の下位に位置付けている。

### 福建省
- 東片（厦門話区）：厦門市厦門島（思明、湖裡）で通用している。厦門話と総称する。泉州話を基礎とし、泉州話なまりと漳州話なまりが混ざり合っている。
  - 島内話
  - 島外話
- 北片（泉州話区）：おおむね泉州市内で通用している。泉州市区、石獅、晋江、恵安、南安、永春、徳化、安溪を含む。また、廈門市同安、翔安、集美、海滄、中華民国の金門を含む。泉州話と総称する。
  - 同安話（金門話を含む）
  - 南安話
  - 安渓話
  - 晋江話
  - 石獅話
  - 恵安話：恵安県内。現在の泉港区を含む。
  - 半南北話
  - 南話
  - 恵安話
  - 恵南話
  - 頭北話：泉州市泉港区の后龍鎮、峰尾鎮、南埔鎮で通用している。この方言は莆仙語仙游話から一定程度影響を受けてきた。
- 南片（漳州話区）：おおむね漳州市一帯で通用している。漳州市区、龍海、漳浦、雲霄、東山、詔安、華安、長泰、平和、南靖を含む。漳州話と総称する。
  - 龍渓話
  - 漳浦話
  - 南靖話
  - 詔安話
- 西片（龍岩話区）：龍岩市の新羅区と漳平で通用している。龍岩話と総称する。この方言は客家語の影響を一定程度受けてきた。
  - 新羅話
  - 漳平話

### 台湾
台湾語：主に泉州話と漳州話のなまり（腔調）が混ざり合っている。加えて、日本語（日式外来語を含む）とその他の外来語の語彙が加わっている。言語学者の洪惟仁は、台湾語のなまりを大きく三つのなまりに分類している。
ただし、三つの差異は泉州話・漳州話との間の差異ほど大きくはなく、三つの間の意思疎通の困難度はさほど高くはない。
ただ、以下の三つ（大腔調）のそれぞれの下位に分類されるなまり（小腔調）同士では語彙や発音の差異がある場合があり、意思疎通の障壁は大きくなる。
- 混合なまり（漳州と泉州の発音が混合している。声調は漳州音の漳泉濫に近い）
- 漳なまり（宜蘭なまりと桃園なまりを除き、内埔なまりと総称される）
- 泉なまり（台北なまりと鹿港なまりを除き、海口なまりと総称される）

### 東南アジア諸国
- 東南アジア福建語：閩南語泉漳片の南洋地域の一形態。福建・台湾の閩南語と意思疎通が可能。
  - シンガポール福建語（泉州語に近い）
  - 南部マレーシア福建語（泉州語に近い）
  - 北部マレーシア福建語（漳州語に近い）
    - ペナン福建語（漳州語と潮州語に近い）

## 音韻

### 声調
| 声調名 | 泉州話 | 泉州話 | 漳州話 | 漳州話 | 厦門話 | 厦門話 |
| ------ | ------ | ------ | ------ | ------ | ------ | ------ |
| 陰平 1 | [˧]    | 33     | [˥]    | 34     | [˥]    | 55     |
| 陰上 2 | [˥]    | 55     | [˥˧]   | 53     | [˥˧]   | 53     |
| 陰去 3 | [˧˩]   | 31     | [˨˩]   | 21     | [˨˩]   | 21     |
| 陰入 4 | [˥ʔ]   | 5      | [˩ʔ]   | 1      | [˩ʔ]   | 1      |
| 陽平 5 | [˧˥]   | 35     | [˩˧]   | 13     | [˧˥]   | 35     |
| 陽上 6 | [˨]    | 22     |        |        |        |        |
| 陽去 7 | [˧˩]   | 31     | [˩]    | 11     | [˩]    | 11     |
| 陽入 8 | [˨˧ʔ]  | 23     | [˩˨ʔ]  | 12     | [˥ʔ]   | 5      |

## 内部の比較
廈門語と台湾語は泉州語と漳州語の混合形態、すなわち、「漳泉濫」である。泉州語と漳州語は発音と語彙の用法の面からはわずかな差異があるものの、文法的には一致している。この他、台湾語は、半世紀に及ぶ日本統治の影響下に置かれたため、外来語としての日本語の語彙が日常語彙に数多く混ざり合っている。シンガポールとマレーシアでも、マレー語、英語、潮州語、広東語由来の外来語の影響が見られる。
泉州語、漳州語、廈門語、台湾語、メダン福建語（インドネシア）、ペナン福建語（マレーシア）、シンガポール福建語の間では実際上、相互の意思疎通が可能である。

## 文法

### 代名詞
泉漳語の方言どうしでは，代名詞の運用法に違いはない。以下の説明には漢字と白話字を用いる。
| 人称     | 単数 | 複数                            |
| -------- | ---- | ------------------------------- |
| 第一人称 | 我   | 阮1 · 阮儂3 咱2 · 咱儂3 俺 我儂 |
| 第二人称 | 汝   | 恁 恁儂                         |
| 第三人称 | 伊   | 𪜶 伊儂                         |

1 排他的な「我們」、つまり、話し手と聞き手を含まない「私たち」。
2 包容的な「我們」、つまり、話し手と聞き手を含む「私たち」。
3 東南アジア福建語の用法。

### 所有を表す連体修飾
所有格は通常、後ろに「的」（ê）を付ける。文言では後ろに「之」（chi）を付ける。複数人称の場合は、一般的に、後付けの語は付けずに所有格を表す。例えば：阮 翁 姓 陳（私たちの夫の名字は陳です。「阮」には「的」「之」を付けない）